# Cyril Collard
Cyril Collard fr: siʀil kɔ:lɑʀ (ur. 19 grudnia 1957 w Paryżu, zm. 5 marca 1993 tamże) – francuski pisarz, aktor, kompozytor i reżyser filmowy.
Zmarł na AIDS.

## Twórczość

### Książki
- 1987 – Condamné amour
- 1989 – Dzikie noce (Les nuits fauves)[2]
- 1993 – L'ange sauvage, carnets
- 1994 – L'Animal

### Filmy
Fabularne
- À nos amours. (1983) (aktor)
- Alger la blanche. (1986) (reżyser)
- Dzikie noce (Les Nuits fauves, 1992) (reżyser, aktor)

Krótki metraż
- Les Raboteurs (1988)